# Episparina lamprima
Episparina lamprima är en fjärilsart som beskrevs av Holland 1894. Episparina lamprima ingår i släktet Episparina och familjen nattflyn. Inga underarter finns listade i Catalogue of Life.